# Nerophis
Nerophis ist eine artenarme Seenadelgattung die im nordöstlichen Atlantik von Norwegen bis Marokko, bei den Azoren, im Mittelmeer und im Schwarzen Meer vorkommt. Sie fehlen in der Nordsee, die Kleine Schlangennadel erreicht über die Südküste Norwegens und den Kattegat aber die westliche Ostsee.

## Merkmale
Nerophis-Arten werden 15 bis 30 cm lang, besitzen einen sehr langgezogenen, dünnen Körper und sind ohne Schwanzflosse. Wie alle Seenadeln ist Nerophis durch ringförmig angeordnete Knochenplatten gepanzert. Die Brutzone der Männchen liegt unter dem Rumpf und ist ohne schützende Tasche. In einer Brut werden etwa 120 bis 180 Eier erbrütet. Nerophis-Arten leben vor allem in Küstengewässern.

## Arten
Es gibt drei rezente Arten:
- Krummschnauzige Schlangennadel (Nerophis lumbriciformis) (Jenyns, 1835)
- Gefleckte Schlangennadel (Nerophis maculatus) Rafinesque, 1810
- Kleine Schlangennadel (Nerophis ophidion) (Linnaeus, 1758)

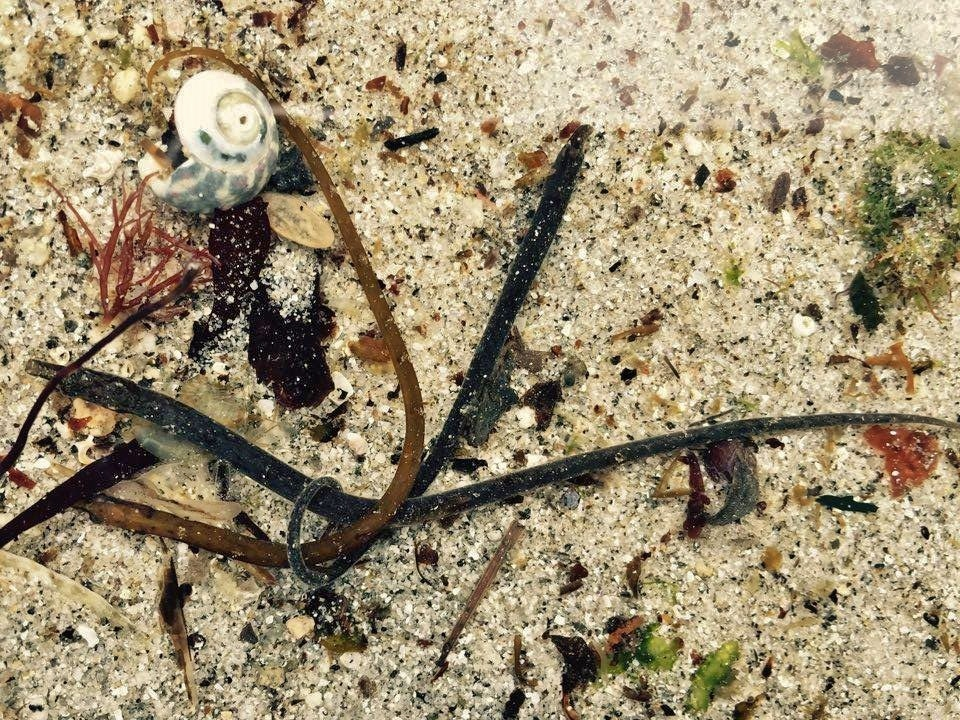
Nerophis lumbriciformis
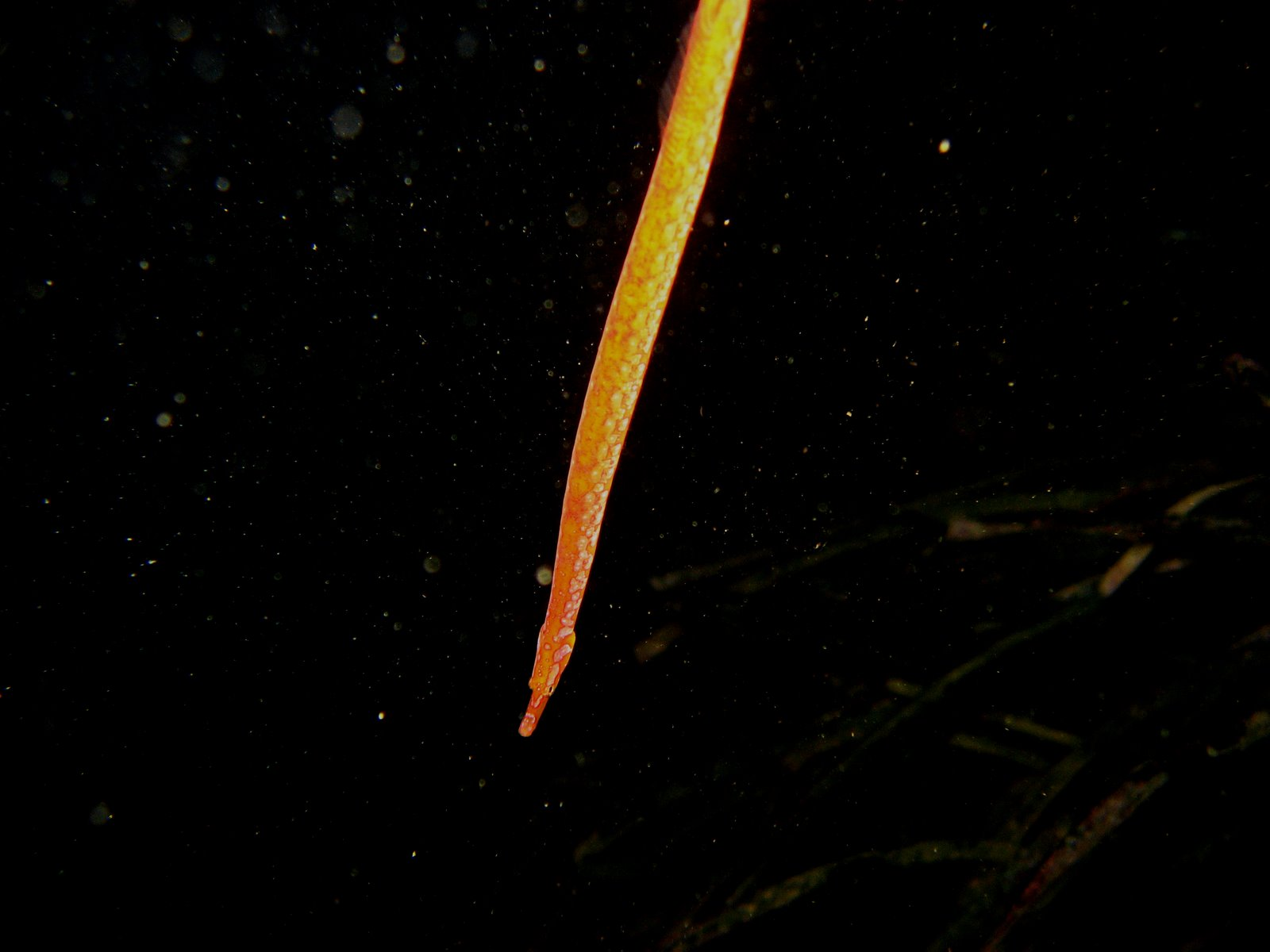
Nerophis maculatus
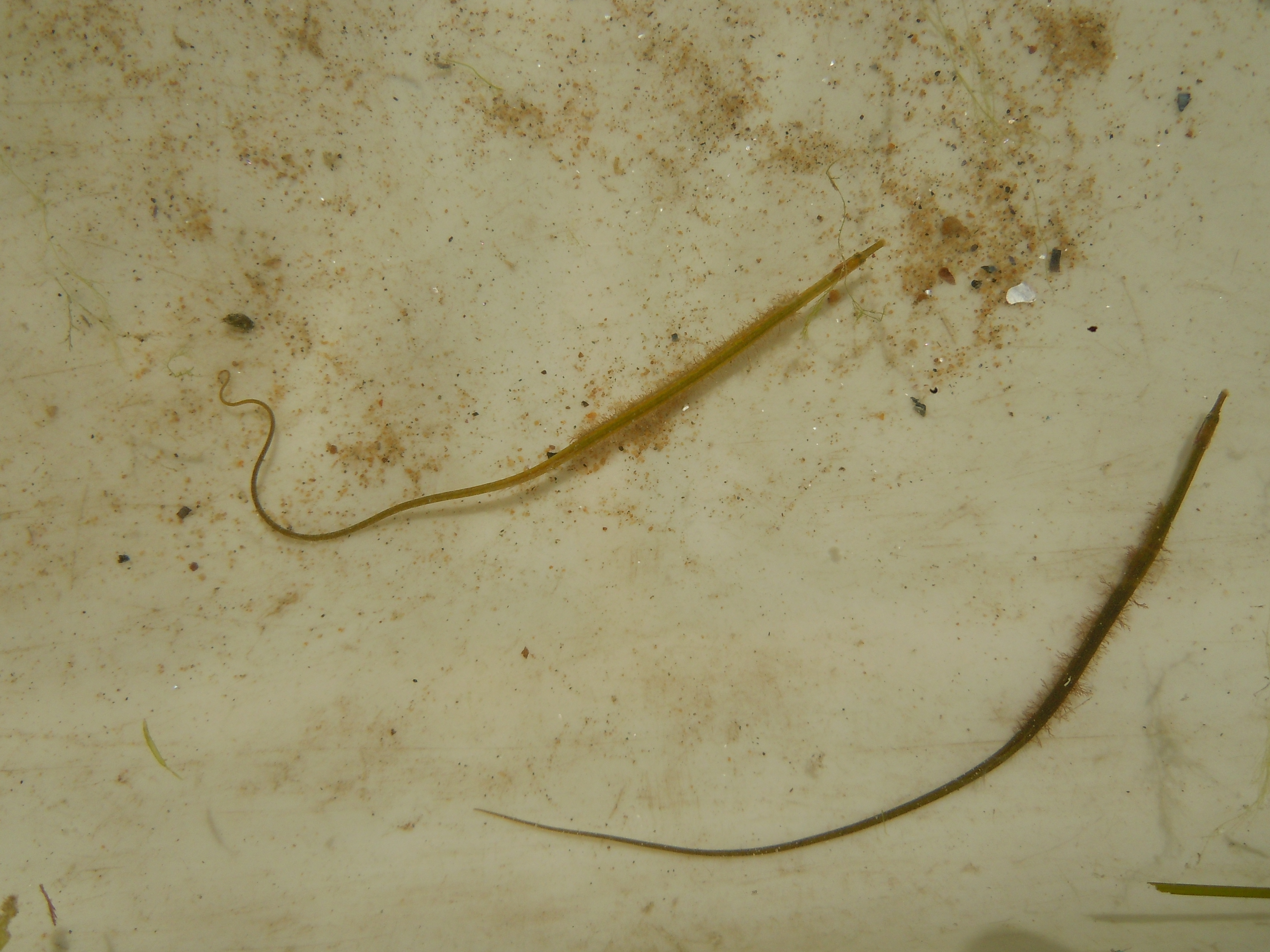
Nerophis ophidion
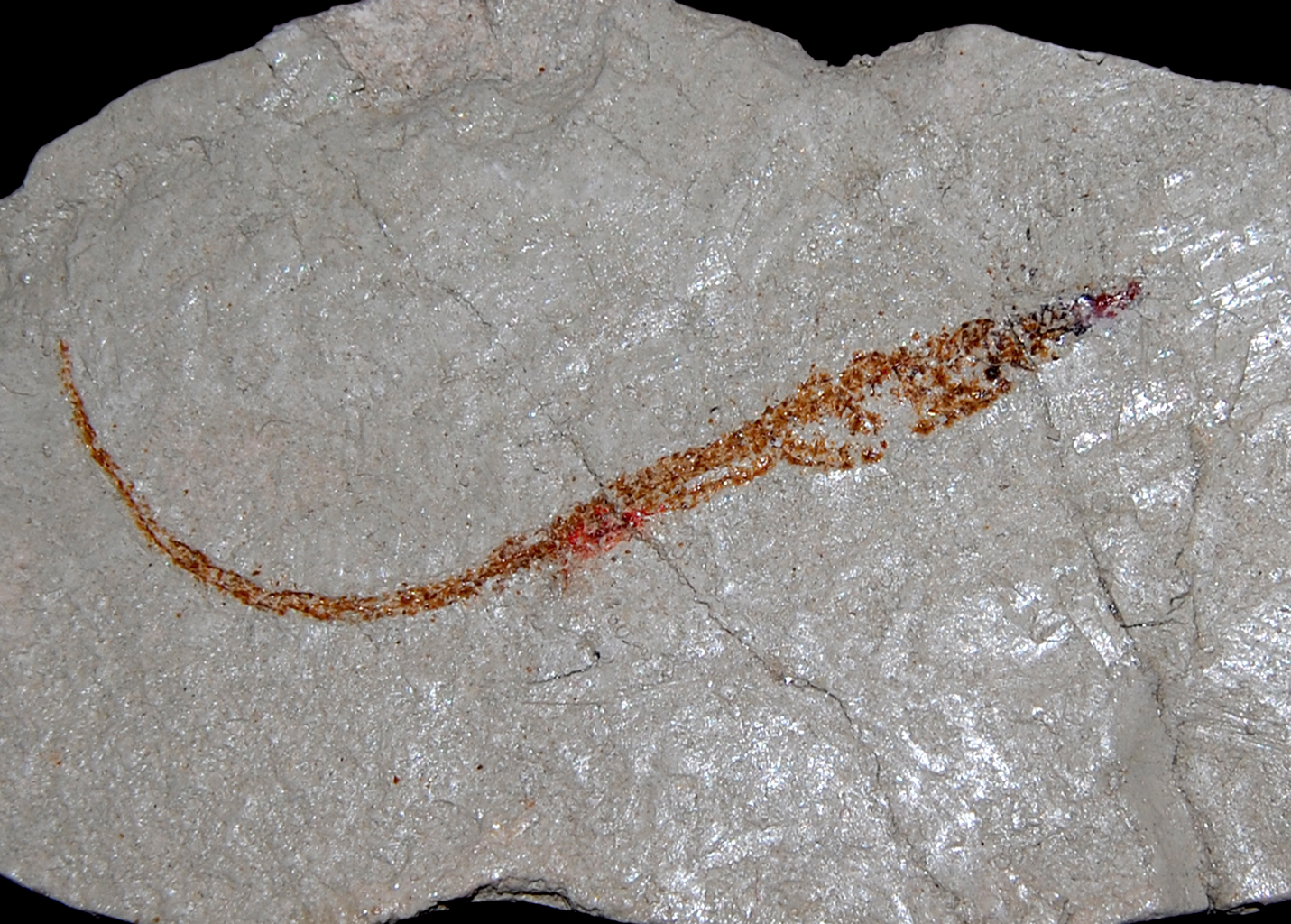
Nerophis zapfei

Neben den rezenten Arten ist aus dem Mittleren Miozän der Paratethys von Österreich und der Republik Moldau die fossile Art Nerophis zapfei bekannt.